# Tältmöte
Tältmöte betecknar vanligtvis en gudstjänst eller ett så kallat väckelsemöte i ett stort tält. 
Tältmötet präglas ofta av mycket musik och en stark förkunnelse (predikan) med inriktning på att människor skall omvända sig till Jesus och bli frälsta. Tältmöten hålls oftast av olika frikyrkoförsamlingar, men är ovanligare inom Svenska kyrkan. Många gånger ordnas tältmöten i ett ekumeniskt samarbete på den aktuella orten.